# Berti Vogts
Hans-Hubert „Berti“ Vogts (* 30. prosinec 1946, Büttgen) je bývalý německý fotbalista a v současnosti fotbalový trenér. Hrával na pozici obránce.

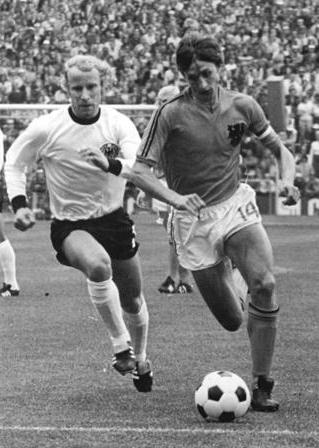
Berti Vogts (vlevo) a Johan Cruyff v zápase proti Nizozemsku (1974)

S reprezentací někdejšího Západního Německa se stal mistrem světa roku 1974 (zařazen i do all-stars turnaje) a mistrem Evropy roku 1972. Získal též stříbro na evropském šampionátu 1976 a bronz na mistrovství světa roku 1970. Hrál i na šampionátu v Argentině roku 1978, kde se dostal do all-stars týmu. Celkem za národní tým odehrál 96 utkání, v nichž dal 1 gól.
Celou svou hráčskou kariéru strávil v jediném klubu, v Borussii Mönchengladbach. Dvakrát s ní vyhrál Pohár UEFA (1974/75, 1978/79), pětkrát Bundesligu (1970, 1971, 1975, 1976, 1977) a jednou německý pohár (1973). Sehrál v jejím dresu 419 ligových utkání, v nichž vstřelil 32 gólů.
V letech 1971 a 1979 byl vyhlášen nejlepším fotbalistou NSR. V anketě Zlatý míč, která hledala nejlepšího fotbalistu Evropy, se roku 1975 umístil na čtvrtém místě.
Po skončení hráčské kariéry se stal úspěšným trenérem. V letech 1990–1998 vedl německou reprezentaci, vyhrál s ní mistrovství Evropy roku 1996 a na Euru 92 skončil druhý. Vedl též reprezentace Skotska, Kuvajtu, Nigérie a mezi lety 2008 a 2014 trénoval reprezentaci Ázerbájdžánu.